# Premier League Malti 2016-2017
La Premier League maltese 2016-2017 (ufficialmente BOV Premier League 2016-2017, per ragioni di sponsorizzazione) sarà la 102ª edizione della massima serie del campionato maltese di calcio.  La Valletta era la squadra campione in carica, avendo vinto il suo ventitreesimo titolo nell'edizione precedente.

## Stagione

### Novità
Al termine della stagione 2015-2016 Qormi e il Naxxar Lions sono retrocesse in First Division. In loro sostituzione sono promossi il Gżira United e il Ħamrun Spartans.
Il Campionato ha cambiato formula: da un sistema a due fasi (prima fase da 22 giornate andata-ritorno; seconda fase da 11 giornate sola andata e con punti dimezzati), si passa ad una fase unica composta da 33 giornate (andata-ritorno-andata)

## Squadre partecipanti
| Club             | Città        | Stadio                           | Stagione precedente         |
| ---------------- | ------------ | -------------------------------- | --------------------------- |
| Balzan           | Balzan       | Stadio Victor Tedesco (Ħamrun)   | 4º posto in Premier League  |
| Birkirkara       | Birkirkara   | Stadio di Ta' Qali (Ta' Qali)    | 3º posto in Premier League  |
| Floriana         | Floriana     | Independence Arena               | 5º posto in Premier League  |
| Gżira Utd        | Ta' Qali     | Ta' Qali Stadium                 | Campione in First Division  |
| Ħamrun Spartans  | Ħamrun       | Victor Tedesco Stadium           | 2º in First Division        |
| Hibernians       | Paola        | Stadio Hibernians                | 2º posto in Premier League  |
| Mosta            | Musta        | Stadio Charles Abela Memorial    | 10º posto in Premier League |
| Pembroke Athleta | Pembroke     | MFA Centenary Stadium (Ta' Qali) | 9º posto in Premier League  |
| Sliema Wanderers | Sliema       | Tigne Sports Complex             | 7º posto in Premier League  |
| St. Andrews      | St. Andrew's | Luxol Sports Ground              | 10º posto in Premier League |
| Tarxien Rainbows | Tarxien      | Tony Cassar Sports Ground        | 6º posto in Premier League  |
| Valletta         | La Valletta  | MFA Centenary Stadium (Ta' Qali) | Campione di Malta           |

## Allenatori
| Club             | Allenatore        |
| ---------------- | ----------------- |
| Balzan           | Riccardo Tumiatti |
| Birkirkara       | Dražen Besek      |
| Floriana         | Giovanni Tedesco  |
| Gzira United     | Branko Nišević    |
| Ħamrun Spartans  | Steve D'Amato     |
| Hibernians       | Mark Miller       |
| Mosta            | Peter Smith       |
| Pembroke Athleta | Winston Muscat    |
| Sliema Wanderers | John Buttigieg    |
| St. Andrews      | Jose Borg         |
| Tarxien Rainbows | Clive Mizzi       |
| Valletta         | Paul Zammit       |

## Classifica finale
|                  | Pos. | Squadra          | Pt | G  | V  | N  | P  | GF | GS | DR  |
| ---------------- | ---- | ---------------- | -- | -- | -- | -- | -- | -- | -- | --- |
| Malta (bandiera) | 1.   | Hibernians       | 71 | 33 | 22 | 5  | 6  | 64 | 31 | +33 |
|                  | 2.   | Balzan           | 64 | 33 | 19 | 7  | 7  | 66 | 40 | +26 |
|                  | 3.   | Birkirkara       | 62 | 33 | 18 | 8  | 7  | 64 | 30 | +34 |
|                  | 4.   | Valletta         | 59 | 33 | 16 | 11 | 6  | 51 | 29 | +22 |
|                  | 5.   | Floriana         | 54 | 33 | 15 | 9  | 9  | 51 | 37 | +14 |
|                  | 6.   | Sliema Wanderers | 52 | 33 | 15 | 7  | 11 | 47 | 47 | 0   |
|                  | 7.   | St. Andrews      | 37 | 33 | 9  | 10 | 14 | 45 | 51 | -6  |
|                  | 8.   | Gżira Utd        | 37 | 33 | 10 | 7  | 16 | 43 | 51 | -8  |
|                  | 9.   | Tarxien Rainbows | 35 | 33 | 8  | 11 | 14 | 38 | 48 | -10 |
|                  | 10.  | Ħamrun Spartans  | 33 | 33 | 9  | 6  | 18 | 44 | 61 | -17 |
|                  | 11.  | Mosta (-5)       | 21 | 33 | 7  | 5  | 21 | 29 | 71 | -42 |
|                  | 12.  | Pembroke Athleta | 18 | 33 | 4  | 6  | 23 | 28 | 84 | -56 |

Legenda:

      Campione di Malta e ammessa alla UEFA Champions League 2017-2018

      Ammessa alla UEFA Europa League 2017-2018

 Ammesso allo spareggio promozione-retrocessione

      Retrocesse in First Division 2017-2018

Tre punti a vittoria, uno a pareggio, zero a sconfitta.
La classifica viene stilata secondo i seguenti criteri:
- Punti conquistati
- play-off (solo per decidere la posizione nella seconda fase)
- Punti conquistati negli scontri diretti
- Differenza reti negli scontri diretti
- Reti realizzate negli scontri diretti
- Differenza reti generale
- Reti totali realizzate

### Risultati
|                  | Bal  | Bir  | Flo  | Gri  | HaS  | Hib  | Mos  | PeA  | Sli  | StA  | Tar  | Val  |
| ---------------- | ---- | ---- | ---- | ---- | ---- | ---- | ---- | ---- | ---- | ---- | ---- | ---- |
| Balzan           | –––– | 1-1  | 1-3  | 3-1  | 3-1  | 2-1  | 3-2  | 4-0  | 1-2  | 3-0  | 2-2  | 2-2  |
| Birkirkara       | 3-0  | –––– | 1-2  | 2-1  | 2-1  | 0-1  | 2-0  | 2-0  | 1-2  | 4-0  | 3-1  | 0-1  |
| Floriana         | 0-1  | 1-1  | –––– | 1-0  | 5-1  | 0-0  | 4-0  | 2-1  | 1-3  | 4-1  | 1-1  | 2-0  |
| Griza United     | 1-2  | 1-7  | 4-3  | –––– | 0-2  | 0-3  | 3-0  | 3-0  | 1-0  | 3-2  | 1-1  | 1-3  |
| Hamrun Spartans  | 0-1  | 2-0  | 1-1  | 1-1  | –––– | 1-4  | 3-0  | 2-1  | 0-3  | 3-1  | 2-3  | 0-3  |
| Hibernians       | 0-2  | 1-2  | 2-2  | 1-1  | 1-3  | –––– | 3-1  | 1-1  | 3-1  | 1-0  | 1-0  | 1-0  |
| Mosta            | 0-1  | 0-2  | 0-1  | 2-1  | 2-5  | 0-2  | –––– | 0-3  | 2-1  | 1-0  | 0-2  | 0-1  |
| Pembroke Athleta | 1-2  | 2-1  | 1-2  | 0-0  | 1-0  | 1-2  | 5-0  | –––– | 0-1  | 2-2  | 2-2  | 0-3  |
| Sliema Wanderers | 1-1  | 2-1  | 3-1  | 1-0  | 1-2  | 0-1  | 1-1  | 1-1  | –––– | 1-1  | 2-1  | 1-2  |
| St. Andrews      | 0-1  | 1-1  | 1-3  | 1-0  | 3-1  | 1-2  | 1-1  | 4-1  | 3-0  | –––– | 1-0  | 0-0  |
| Tarxien Rainbows | 2-2  | 0-4  | 1-0  | 1-0  | 2-1  | 1-2  | 1-1  | 7-1  | 1-0  | 1-1  | –––– | 1-1  |
| Valletta         | 2-2  | 1-1  | 0-0  | 1-0  | 2-0  | 0-2  | 0-0  | 5-1  | 2-1  | 1-1  | 1-0  | –––– |

## Spareggio promozione-retrocessione
La decima classificata in Premier League sfiderà la vincente dei play-off di First Division (Malta) per un posto in Premier League.
|  | Risultati |  | Luogo e data |  |
|  | --------- |  | ------------ |  |
|  |           |  |              |  |